# Costa Scott

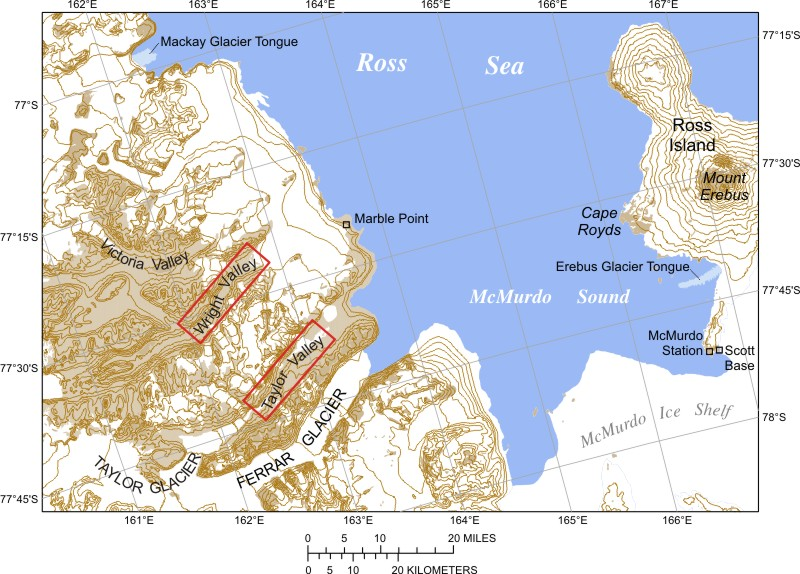
Mapa de l'estret de McMurdo i les Valls seques.

La costa Scott (en anglès: Scott Coast) és el sector més al sud de la costa de la Terra de Victòria sobre el mar de Ross a l'Antàrtida Oriental. S'estén des del cap Washington (74° 39′ S, 165° 25′ E / 74.650°S,165.417°E), límit amb la costa Borchgrevink, fins al penya-segat Minna (78° 31′ S, 166° 25′ E / 78.517°S,166.417°E), un promontori rocós que penetra a la barrera de gel de Ross i forma el límit amb la costa Hillary.
En aquesta zona s'hi han enregistrat una de les temperatures més altes de l'Antàrtida, + 14,6 °C).
El sector de la costa Shackleton a l'est dels 160° Est és reclamat per Nova Zelanda com a part de la Dependència Ross, però aquesta reclamació està restringida pel Tractat Antàrtic.
Aquest nom el va rebre per part del New Zealand Antarctic Place-Names Committee l'any 1961 en honor del capità Robert Falcon Scott de la Royal Navy, líder de l'Expedició Discovery (1901–1904) i de l'Expedició Terra Nova (1910-1913), durant la qual morí després de tornar del pol Sud.

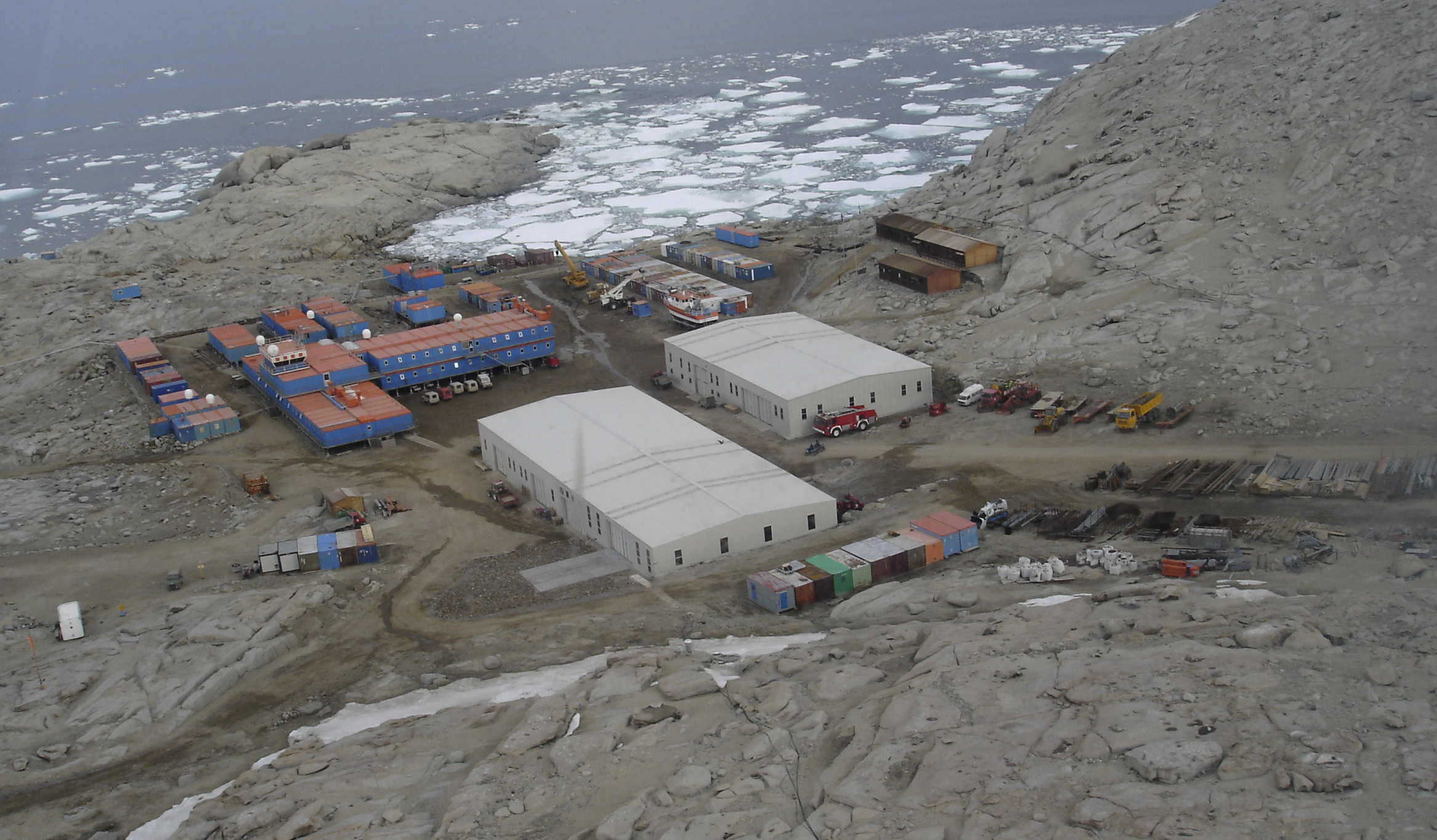
Base Mario Zucchelli des de l'aire.

El 1985 Itàlia fundà a la badia Terra Nova d'aquesta costa la Base Mario Zucchelli, que opera en temporada destiu.
En la costa Scott es troben les valls seques de McMurdo, que tenen molt poca humitat i són la zona lliure de gel més gran de l'Antàrtida. Davant les Valls es troba l'illa de Ross.